# Musayelyan
Musayelyan (en arménien Մուսայելյան) est une communauté rurale du marz de Shirak en Arménie. En 2008, elle compte 365 habitants.
Jusqu'en 1935, elle était connue sous le nom de Mets Kyapanak, puis elle fut officiellement nommée Musayelyan en l'honneur de Sargis Musayelian, un capitaine qui avait engagé ses troupes et son train blindé lors du soulèvement bolchevique de mai 1920 contre le gouvernement dirigé par la Fédération révolutionnaire arménienne à Alexandropol.